# Campionat d'Europa d'enduro (EEC)
El Campionat d'Europa d'enduro (oficialment: European Enduro Championship, abreujat EEC) és una competició d'enduro d'abast europeu dirigida per la FIM Europe (antiga UEM) d'ençà del 1992, destinada a promoure la competició d'alt nivell entre pilots joves i veterans. Cal no confondre aquesta competició amb l'històric Campionat d'Europa d'enduro organitzat per la FIM entre 1968 i 1989, esdevingut l'actual Campionat del Món d'enduro a partir de 1990.

## Història
Passat un temps des que l'històric Campionat d'Europa d'enduro esdevingué Campionat del Món l'any 1990, es detectà una certa necessitat de l'existència d'un campionat restringit només a Europa, per la qual cosa el 1992 s'instaurà un nou Campionat d'Europa d'enduro. Passats uns anys de l'estrena, el 2001 es va tornar a rellançar la idea sota l'empenta de la UEM. Aquest cop s'endegà amb la intenció de promoure l'aparició de nous valors i preparar els joves pilots per al Campionat del Món. S'establiren doncs les categories júniors, sèniors, veterans i dones. Els pilots "júnior" han de tenir un màxim de 25 anys, mentre els "veterans" han d'haver nascut abans de 1964.

## Llista de campions
Font:

### Primera etapa (1992-1998)
| Any  | 125 cc                      | 250 cc                  | 350 cc             | 500 cc       | +500 cc       |
| ---- | --------------------------- | ----------------------- | ------------------ | ------------ | ------------- |
| 1992 | Giuseppe Gallino            | Cristian Rossi          | Fabio Confalonieri | Dušan Kotrla | Martin Kremel |
|      | 125 cc 2T                   | +175 cc 2T              |                    |              |               |
| 1993 | Josep Rovira · (Gas Gas)    | -                       | -                  | -            | -             |
| 1994 | Jarno Boano                 | Joan Roma · (Husqvarna) | -                  | -            | -             |
| 1995 | Marc Puigdemont · (Gas Gas) | Matteo Rubin            | -                  | -            | -             |
| 1996 | Ivan Boano                  | Jarno Boano             | -                  | -            | -             |
| 1997 | Olivier Samofal             | Miki Arpa · (KTM)       | -                  | -            | -             |

| Any  | 125 cc 2T      | 250 cc 2T    | 400 cc 4T               | +500 cc 4T    | Junior      | Veterans         |
| ---- | -------------- | ------------ | ----------------------- | ------------- | ----------- | ---------------- |
| 1998 | Roman Michalik | Vesa Kytönen | Pål Anders Ullevålseter | Martin Kremel | Tuuka Saari | Lubomir Vojkuvka |

### Segona etapa (1999-2017)
| Any  | Sènior                          | Sènior                     | Sènior                          | Júnior                         | Júnior                            | Veterans                      | Dones                       |
| Any  | 125 cc 2T                       | 250 cc 2T                  | 4T                              | 125 cc                         | 250 cc                            | Veterans                      | Dones                       |
| ---- | ------------------------------- | -------------------------- | ------------------------------- | ------------------------------ | --------------------------------- | ----------------------------- | --------------------------- |
| 1999 | Zdenek Gottwald                 | Tullio Pellegrinelli       | Martin Macek                    | Simone Albergoni               | Milan Baroš                       | Frantisek Hrobsky             | Birgit Hartmann             |
| 2000 | Sandro Marcos                   | Milan Baroš                | Pål Anders Ullevålseter         | Jorge Marques                  | Jan Holada                        | Ryszard Augustyn              | K. Price                    |
| 2001 | Zdenek Gottwald · (Husqvarna)   | Milan Baroš · (Husqvarna)  | Martin Macek · (Yamaha)         | Raphael André · (Gas Gas)      | Sébastien Guillaume · (Husqvarna) | Michael Extance · (Husaberg)  | Patsy Quick · (KTM)         |
| 2002 | Ivano Boano ·                   | Stefano Passeri · (Yamaha) | Werner Müller · (KTM)           | Damien Miquel · (Husqvarna)    | Andrea Beconi · (Honda)           | Arturs Robeznieks · (KTM)     | Erica Roth · (Suzuki)       |
| 2003 | Alessio Paoli · (KTM)           | Stefano Passeri · (Yamaha) | Werner Müller · (KTM)           | Maurizio Micheluz · (Yamaha)   | Andrea Belotti ·                  | Gianmarco Rossi · (KTM)       | Erica Roth · (Suzuki)       |
| 2004 | Jan Zaremba · (KTM)             | Vita Kuklik · (KTM)        | Juri Simoncini · (KTM)          | Mike Hartmann · (KTM)          | Nicolas Deparrois · (Husqvarna)   | Gianmarco Rossi · (Husqvarna) | Stephanie Laier · (KTM)     |
|      | E1                              | E2                         | E3                              | E1                             | E2 + E3                           | Veterans                      | Dones                       |
| 2005 | Fausto Scovolo · (Husqvarna)    | Riccardo Fermi · (KTM)     | Werner Müller · (KTM)           | Daryl Bolter · (Husqvarna)     | Štefan Svitko · (KTM)             | Gianmarco Rossi · (Honda)     | Elizabeth Mucha · (KTM)     |
| 2006 | Jari Mattila · (Honda)          | Roman Michalik · (Beta)    | Werner Müller · (KTM)           | Thomas Oldrati · (Husqvarna)   | Tom Sagar · (Honda)               | Gianmarco Rossi · (Honda)     | Vanja Kollman · (KTM)       |
| 2007 | Daryl Bolter · (Husqvarna)      | Roman Michalik · (Beta)    | Vita Kuklik · (KTM)             | Michal Szuster · (Husqvarna)   | Simon Wakely · (Husqvarna)        | Gianmarco Rossi · (Honda)     | Ludivine Puy · (Gas Gas)    |
| 2008 | Jordan Curvalle · (Suzuki)      | Maurizio Facchin · (Honda) | Alessandro Zanni · (Honda)      | Sylvain Lebrun · (KTM)         | Dave Elsinga                      | Zdenek Cyprian · (KTM)        | Ludivine Puy · (Gas Gas)    |
| 2009 | Michal Szuster · (Yamaha)       | Andrea Beconi · (Suzuki)   | Štefan Svitko · (KTM)           | Romain Dumontier · (Husqvarna) | Adrien Metge · (Husqvarna)        | Toivo Nikopensius · (Yamaha)  | Ludivine Puy · (Gas Gas)    |
| 2010 | Alessandro Zanni · (Yamaha)     | Greg Evans · (KTM)         | David Čadek · (KTM)             | Massimo Mangini · (KTM)        | Roni Nikander · (Husqvarna)       | Henk Knuiman · (KTM)          | Géraldine Fournel · (KTM)   |
| 2011 | Paulo Felicia · (Yamaha)        | Greg Evans · (KTM)         | Maurizio Micheluz · (Fantic)    | Luis Oliveira · (Yamaha)       | Daniel McCanney · (Gas Gas)       | Werner Müller · (Gas Gas)     | Heike Petrick · (KTM)       |
| 2012 | Roni Nikander · (KTM)           | Cedric Cremer · (KTM)      | Maurizio Micheluz · (KTM)       | Martin Larsson · (Husaberg)    | Gianluca Martini · (Beta)         | Werner Müller · (KTM)         | Heike Petrick · (KTM)       |
| 2013 | Maurizio Micheluz · (Suzuki)    | Thomas Sagar · (KTM)       | Gianluca Martini · (Beta)       | Jack Rowland · (Husqvarna)     | Diogo Ventura · (Yamaha)          | Werner Müller · (KTM)         | Jessica Jönsson · (KTM)     |
| 2014 | Maurizio Micheluz · (Suzuki)    | Thomas Sagar · (KTM)       | Jacopo Cerutti · (TM)           | Steve Holcombe · (KTM)         | Pawel Szymkowski · (KTM)          | Werner Müller · (KTM)         | Audrey Rossat · (KTM)       |
| 2015 | Maurizio Micheluz · (Husqvarna) | Thomas Sagar · (KTM)       | Martin Sundin · (Husqvarna)     | David Abgrall · (Yamaha)       | Jérémy Carpentier · (Honda)       | Werner Müller · (KTM)         | Sanna Kärkkäinen · (KTM)    |
| 2016 | Guido Conforti · (Suzuki)       | Marco Neubert · (KTM)      | Maurizio Micheluz · (Husqvarna) | Patrik Markvart · (KTM)        | Nicolas Pellegrinelli · (KTM)     | Sebastian Krywult · (KTM)     | Jane Daniels · (KTM)        |
| 2017 | Andreas Linusson · (KTM)        | Jamie Lewis · (Yamaha)     | Maurizio Micheluz · (Husqvarna) | Matteo Pavoni · (KTM)          | David Abgrall · (Sherco)          | Arne Domeier · (KTM)          | Jessica Gardiner · (Yamaha) |

Notes
1. ↑  El campió absolut del 2010 fou el portuguès Gonçalo Reis (KTM), tercer classificat a la categoria E1 Senior.
2. ↑  El campió absolut del 2012 fou l'estonià Aigar Leok (TM).
3. ↑  El campió absolut del 2016 fou el britànic Brad Freeman (KTM), subcampió a la categoria E2 + E3 Junior.

### Tercera etapa (2018-2021)
| Any  | 250 cc 2T                     | +250 cc 2T             | 250 cc 4T                   | +250 cc 4T                   | Júnior                      | Júnior                   | Júnior                   | Senior (over 40)        | Dones                       |
| Any  | 250 cc 2T                     | +250 cc 2T             | 250 cc 4T                   | +250 cc 4T                   | Under 21                    | E1                       | E2 + E3                  | Senior (over 40)        | Dones                       |
| ---- | ----------------------------- | ---------------------- | --------------------------- | ---------------------------- | --------------------------- | ------------------------ | ------------------------ | ----------------------- | --------------------------- |
| 2018 | Maurizio Micheluz · KTM       | Jiri Hadek · KTM       | Tommaso Montanari · KTM     | Alessandro Battig · Kawasaki | Roni Kytönen · Husqvarna    | Thomas Dubost · KTM      | Hugo Blanjoue · KTM      | Sebastian Krywult · KTM | Sanna Kärkkäinen · KTM      |
| 2019 | Maurizio Micheluz · Husqvarna | Patrik Markvart · KTM  | Jiri Hadek · KTM            | Eemil Pohjola · TM Racing    | Max Ahlin · KTM             | Roni Kytönen · Husqvarna | Jed Etchells · Sherco    | Sebastian Krywult · KTM | Hanna Berzelius · Husqvarna |
| 2020 | No disputat (COVID-19)        | No disputat (COVID-19) | No disputat (COVID-19)      | No disputat (COVID-19)       | No disputat (COVID-19)      | No disputat (COVID-19)   | No disputat (COVID-19)   | No disputat (COVID-19)  | No disputat (COVID-19)      |
| 2021 | Maurizio Micheluz · Husqvarna | Thibaut Passet · Beta  | Diego Nicoletti · Husqvarna | Jaromir Romancik · Sherco    | Pyry Juupaluoma · Husqvarna | Matyáš Chlum · Husqvarna | Enrico Rinaldi · Gas Gas | Andrea Belotti · KTM    | Justine Martel · KTM        |

1. ↑  El campió absolut del 2021 fou el txec Krystof Kouble (Sherco), subcampió a la categoria E2 Junior.

### Quarta etapa (2022-Actualitat)
A 26 de novembre de 2024
| Any  | Youth U21                  | J1                          | J2                          | E1                            | E2                       | E3                         | Senior (over 40)              | Dones                            |
| ---- | -------------------------- | --------------------------- | --------------------------- | ----------------------------- | ------------------------ | -------------------------- | ----------------------------- | -------------------------------- |
| 2022 | Manuel Verzeroli · Gas Gas | Carlo Minot · TM            | Lorenzo Bernini · Beta      | Maurizio Micheluz · Husqvarna | Erik Willems · Husqvarna | Dietger Damiaens · KTM     | Alessandro Rizza · KTM        | Nieve Holmes · Sherco            |
| 2023 | Luca Colorio · Husqvarna   | Riccardo Fabris · Husqvarna | Lukas Bergström · Husqvarna | Andreas Beier · Beta          | Alex Walton · Gas Gas    | David Abgrall · Beta       | Maurizio Micheluz · Husqvarna | Tanja Schlosser · Beta           |
| 2024 | Riccardo Pasquato · Fantic | Killian Lunier · Kawasaki   | Diego Haution · Beta        | Davide Soreca · Kawasaki      | Daniel Mundell · KTM     | Anthony Geslin · Husqvarna | Maurizio Micheluz · Husqvarna | Mauricette Brisebard · Husqvarna |